# Antifonario di Bangor
L'Antifonario di Bangor è un antico manoscritto di canti liturgici in latino, scritto originariamente nell'Abbazia di Bangor (Irlanda del Nord) a partire dalla fondazione abbaziale alla fine del 500 ed attorno al 680/690, e poi trasferito in Italia settentrionale, nell'Abbazia di San Colombano di Bobbio dove rimase per circa nove secoli.
Il libro è tra i più antichi antifonari esistenti; l'opera è attualmente conservata presso la Biblioteca Ambrosiana di Milano. Il codice pervenne a Milano dallo Scriptorium di Bobbio, insieme a molti altri libri, acquisiti e portati dal cardinale Federico Borromeo tra il 1606 ed il 1609, quando fu fondata la Biblioteca Ambrosiana.
Attorno al 1695 fu scoperto da Ludovico Antonio Muratori, che ne comprese appieno l'importanza e lo denominò "Antifonario di Bangor" (Antiphonarium Benchorense).

## Storia
Nella cittadina di Bobbio, nella media Val Trebbia, San Colombano nel 614 fondò la celebre Abbazia. San Colombano era un discepolo di San Comgall, fondatore del grande monastero di Bangor, in Irlanda del Nord.
Colombano morì a Bobbio e vi fu sepolto nel 615. Ciò stabilisce subito un legame tra Bobbio e Bangor, e un esame del contenuto del codice ha collocato al di là di ogni dubbio che esso è stato originariamente compilato in Bangor e portato poi a Bobbio, anche se non ai tempi di San Colombano: vi è in esso il codice a inno dal titolo "ymnum sancti Congilli abbatis nostri", ed è in essa indicati come Nostri Patroni Comgilli sancti. Anche in questo caso c'è una lista di quindici abati, a cominciare da Comgall e termina con Cronanus che morì nel 691, la data della compilazione della lista, quindi, può fare riferimento al periodo 680-691.
Quindi l'Antifonario di Bangor si trovava probabilmente tra 680-691 nell'Abbazia di Bangor, e l'elenco degli abati del monastero irlandese nel libro che si conclude con Cronacus, garantisce solo la data di ultimazione della sua scrittura. Mentre Il libro potrebbe essere già stato iniziato già alla fine del 500, a quando risale la fondazione del monastero di Bangor e dove Colombano era discepolo di Comgall fino alla sua partenza nel 590.
Muratori, tuttavia, si cura di precisare nella sua prefazione che il codice, anche se molto antico e in parte mutilato, potrebbe essere stato copiato a Bobbio da alcuni dei locali monaci dal libro originale. È scritto, per quanto riguarda l'ortografia, la forma delle lettere e la decorazione punteggiata della maiuscola stampatello, in "stile Scozzese", ma questo, ovviamente, potrebbe essere stato fatto da monaci gaelici di Bobbio.
Nel corso dell'VIII secolo, il libro è stato mosso da un monaco che si chiamava anch'egli Colombano nell'Abbazia di San Colombano di Bobbio nel nord Italia. L'obiettivo potrebbe essere stato per proteggerlo dalle incursioni dei vichinghi danesi.
Il portatore effettivo del codice da Bangor si crede e ha dichiarato di essere stato San Dúngal, che lasciò l'Irlanda all'inizio del IX secolo; egli acquisì grande celebrità nel continente europeo, diventando nel 825 direttore della Scuola di Pavia, e probabilmente si ritirò a Bobbio solo verso la fine della sua vita. Egli lasciò in eredità i suoi libri al benedetto Colombano, cioè, al suo monastero di Bobbio. L'antifonario, tuttavia, non può essere identificato con uno dei libri nominati nel catalogo dei libri donati da Dúngal, come riportato da Muratori (Antiquitatis Italicae Medii Aevi, Milano, 1740, III, 817-824).
Il Muratori ipotizzò inoltre che il manoscritto possa essere un esemplare di una nuova copia fatta dopo il passaggio nel monastero bobiense, e ciò in base allo stile di scrittura. Egli annoto questo nella sua prefazione al manoscritto.

## Manoscritto
L'antifonario di Bangor è scritto in latino ed include sette parti.
Qui solo una sintesi può essere data del contenuto del codice, che reca il nome di "Corale":
- Parte 1: contiene sei cantici
- Parte 2: contiene 12 inni
- Parte 3: contiene 69 preghiere delle Ore
- Parte 4: contiene 17 preghiere speciali
- Parte 5: contiene 70 inni o versetti musicali o salteri
- Parte 6: contiene il Credo di Nicea
- Parte 7: contiene la preghiera del Padre Nostro

L'elemento più famoso del contenuto è il venerabile inno Eucaristico Sancti venite Christi corpus sumite, che non si trova in nessun altro testo antico. Veniva cantato alla Comunione del clero ed è intitolato: Ymnum quando comonicarent sacerdotes.
Un testo del canto di antichi manoscritti di Bobbio, con una traduzione letterale, è data in Saggi sulla disciplina e la Costituzione dell'Antica Chiesa Irlandese (p. 166) dal cardinale Moran, che si riferisce ad esso come quel frammento d'oro della nostra liturgia antica irlandese. Il Credo, in questo codice, è nella sua formulazione diversa da tutte le altre forme conosciute. Esso è quindi in sostanza l'originale Credo di Nicea. Non contiene la clausola del Filioque ex Patre Filioque procedit,
ma si limita a constatare la stessa sostanza delle tre Persone della Santissima Trinità.
I sei cantici della prima parte sono così strutturati:
1. Audite, coeli, intitolato Canticum Moysi. Esso non ha alcuna antifona, ma una ripetizione del primo verso, a intervalli, alla maniera dell'Invitatorio al Venite nel rito romano.
2. Cantemus Domino, detto anch'esso Canticum Moysi.
3. Benedicite, chiamato anche Benedictio trium Puerorum.
4. Te Deum, preceduto da Ps. cxii, 1, Laudate, pueri.
5. Benedicitus, chiamato anche Evangelium, cioè, il cantico del Vangelo per l'Ora.
6. Gloria in excelsis, seguita da un salmo e altri versi simili a quelli che, con essa, costituiscono la Doxologia megale del rito greco. È utilizzato il verso ad vesperum et matutinam, simile nell'uso del rito greco, come nella Compieta (Apodeipnon) e nelle Lodi (Orthros). Quando il Messale venne scritto, l'Irlandese usato in questo cantico anche durante la Messa, era nella sua esatta posizione Cristiana Romana.

L'Antifonario di Bangor dà insiemi di raccolta da utilizzare in ogni ora. Un insieme è in versi (cfr. la Messa in esametri nel frammento Gallicano di Reichenau). Essa offre inoltre diversi gruppi di raccolta, non sempre completo, ma sempre nello stesso ordine. Si può congetturare che questi gruppi mostrano una sorta di scheletro delle Lodi di Bangor. L'ordine è sempre:
1. Post Canticum (evidentemente da parte dei soggetti, che, come quelli della prima ode di un canonico greco, fa riferimento al passaggio del Mar Rosso, Cantemus Domino)
2. Post Benedictionem trium Puerorum
3. Post tres Psalmos, o Post Laudate Dominum de coelis (Sal cxlvii-cl)
4. Post Evangelium (con chiaramente il significato di Benedictus, il cantico del Vangelo è l'unico presente nel libro. Lo stesso termine è spesso applicato - per esempio nel Breviario di York - al Benedictus, Magnificat e Nunc Dimittis)
5. Super hymnum
6. De Martyribus - L'ultimo può forse essere confrontato con le commemorazioni che giungono alla fine delle Lodi, ad esempio, l'attuale Ufficio divino romano. Ci sono anche gruppi di antifone, super Cantemus Domino et Benedicite, super Laudate Dominum de coelis, e De Martyribus. Nell'Antifonario di Bangor ci sono raccolte che iniziano con il Te Deum, a parte il dato precedente, come se facessero parte di un'altra ora; ma nel frammento di Torino esse, con il testo del Te Deum, seguono nella raccolta il Benedicite e precedono il Laudate Dominum de coelis.

L'Antifonario, nella seconda parte, è composto da dodici inni di cui otto non si trovano da nessuna altra parte, e dieci sono certamente destinati all'uso liturgico. Comgall e Camelac sono qui accreditati come gli autori.